# Nestor Combin
Nestor Combin (* 29. Dezember 1940 in Las Rosas, Provinz Santa Fe, Argentinien) ist ein ehemaliger französischer Fußballspieler.

## Vereinskarriere

### Fünf Jahre in Lyon
In Argentinien als Sohn französischer Eltern geboren, begann der Mittelstürmer, dem ein außerordentlich „strammer“ Schuss zu eigen war, seine Profikarriere 1959 bei Olympique Lyon, für das er in fünf Erstligaspielzeiten in 131 Begegnungen 68 Tore erzielte. Gemeinsam mit Fleury Di Nallo und anfangs auch Eugène Njo-Léa bildete er einen torhungrigen Innensturm mit Klasse. Außer in seiner ersten Saison tauchte er alljährlich in der Liste der Ligatorschützen auf vorderen Plätzen auf: 1960/61 (10. mit 15 Treffern), 1961/62 (14., 13 Tore), 1962/63 (13., 16) und in seinem besten Jahr 1963/64 (3., 23). Zu seinem Abschied aus der Rhone-Metropole gelang ihm sein erster Titelgewinn, als Lyon den französischen Pokal gewinnen konnte; im Endspiel gegen Girondins Bordeaux erzielte Combin beide Treffer zum 2:0-Endstand. Bereits Anfang dieses Jahres 1964 wurde er auch erstmals in die Nationalmannschaft berufen.
In der Saison 1963/64 spielte Olympique auch auf europäischer Ebene, obwohl es das 1963er Pokalfinale gegen die AS Monaco verloren hatte. Aber da die Monegassen auch Meister der Division 1 geworden waren, vertrat Lyon Frankreich im Europapokal der Pokalsieger. Nach Erfolgen über B 1913 Odense und Olympiakos Piräus ging es im Viertelfinale gegen den Hamburger SV; nach einem 1:1 im Volksparkstadion schoss Combin die Hanseaten mit seinen beiden Toren im Rückspiel (2:0) fast alleine aus dem Wettbewerb. In dieser zweiten Partie wurde der für seinen gelegentlichen Jähzorn bekannte Stürmer – der deswegen schon in jungen Jahren den Spitznamen „Nestor la foudre“ (deutsch: „der Blitzschlag“) bekam – nach einem Faustschlag gegen den HSVer Dieter Seeler des Feldes verwiesen und war im Halbfinal-Hinspiel (0:0 im Stade Gerland gegen Sporting Lissabon) gesperrt. Beim Rückspiel in Portugals Hauptstadt genügte Combins Führungstor für ein überraschendes 1:1-Remis, was in jener Zeit ein drittes Spiel auf neutralem Platz zur Folge hatte, da es noch keine Auswärtstore-Regelung gab. Das Entscheidungsspiel verlor Lyon dann in Madrid – zwei Tage nach einem Ligaspiel und fünf Tage vor dem französischen Pokalendspiel 1964 – gegen den späteren Europapokalsieger mit 0:1. Combin und seinen Mannschaftskameraden blieb der schwache Trost, dass in den europäischen Wettbewerben außer Stade Reims noch kein französischer Klub jemals so weit gekommen war. Zusammen mit seinen Einsätzen im Messepokal 1960/61 und 1961/62 (jeweils Erstrunden-Aus gegen eine Kölner Stadtauswahl bzw. Sheffield Wednesday) hat er mit den Gones („die Jungs“ ist in Frankreich der Beiname von Olympique) in 12 Europapokalspielen 11 Tore geschossen.

### Als Profi in Italien
Die nächsten sechs Jahre schnürte er in der italienischen Liga seine Stiefel und setzte sich auch dort durch. In der Saison 1964/65 spielte er bei Juventus Turin und gewann zum ersten Mal die Coppa Italia. Nach einem Jahr beim Varese FC stürmte er beim AC Turin, wurde dort 1968 erneut Pokalsieger und ging anschließend zum AC Mailand. 1969 holte er mit den Rossoneri den Europapokal der Landesmeister – wobei er im Endspiel allerdings nicht auf dem Platz stand – und gewann später in diesem Jahr gegen Estudiantes de La Plata (3:0 und 1:2) auch den Weltpokal. Im Team mit Stars wie Gianni Rivera, Pierino Prati und Karl-Heinz Schnellinger schoss Combin im Hinspiel das 2:0, doch beim Rückspiel wurde er Opfer eines Sportskandals. Der aus Argentinien stammende Combin wurde als „Landesverräter“ beschimpft und von den Estudiantes-Spielern Alberto Poletti und Ramón Aguirre Suárez so brutal mit Kopf- und Ellbogenstößen zugerichtet, dass er noch auf dem Platz ohnmächtig wurde. Anstelle ihm zu helfen, verhaftete ihn die argentinische Polizei, weil er angeblich seinen Wehrdienst für Argentinien nicht abgeleistet hätte – was angesichts der Tatsache, dass Combin ein Franzose war, absurd war. Combin wurde am nächsten Tag aus der Haft entlassen und sowohl Poletti als auch Aguirre erhielten lange Strafen. Er war der erste Franzose, der sich mit diesem interkontinentalen Titel schmücken konnte.

### Wieder in Frankreich
1970 kehrte er nach Frankreich zurück und absolvierte beim FC Metz bis 1973 noch 59 Spiele in der Division 1. Die dabei erzielten insgesamt 34 Treffer zeigen, dass er von seiner Torgefährlichkeit nichts eingebüßt hatte: 1971/72 (Platz 12 mit 16 Toren) und 1972/73 (5., 18 Treffer) tauchte er prompt wieder auf vorderen Plätzen der Torjägerliste auf. Seine letzte Profistation war Red Star, gerade in die Division 2 abgestiegen. Dass es zur sofortigen Rückkehr ins fußballerische Oberhaus kam, lag nicht zuletzt an Combin, der 24 Mal erfolgreich war. Während der anschließenden Saison 1974/75 stand er nach zehn Jahren wieder gemeinsam mit Fleury Di Nallo in einer Mannschaft; trotz 15 Toren in 31 Spielen (Platz 11 der Ligatorschützen) konnte er aber auch mit seinem alten Lyoner Kollegen zusammen nicht verhindern, dass Red Star die Spielzeit als Tabellenletzter abschloss. Combin beendete daraufhin seine erfolgreiche Profikarriere.

## Der Nationalspieler
In der Équipe tricolore absolvierte Nestor Combin zwischen April 1964 und April 1968 acht A-Länderspiele (davon je drei in seiner Zeit bei Lyon und Varese, je eins bei Juve und AC Turin) und schoss dabei vier Tore. Dass er es nicht auf mehr Einsätze brachte, lag an zwei Faktoren: zum einen hatte er mit Philippe Gondet und Hervé Revelli zwei starke Konkurrenten, und außerdem verweigerten die Klubs in seinen italienischen Jahren ihm nicht nur einmal die Freigabe für die Bleus. Er gehörte auch zum französischen WM-Kader 1966, wurde in England aber nur in einem Spiel (gegen Mexiko) eingesetzt.

## Leben nach der aktiven Zeit
Ab den späten 1970ern führte Combin über lange Jahre ein Bekleidungsgeschäft in Toulon; später zog er in die Nähe von Montpellier, wo er dem Fußball insofern wieder näher trat, als er für Montpellier HSC in verschiedenen Funktionen ehrenamtlich tätig war, unter anderem als Scout. Kurz nach der Jahrtausendwende setzte er sich beruflich zur Ruhe.

## Palmarès
- Französischer Pokalsieger: 1963/64
- Italienischer Pokalsieger: 1964/65, 1967/68
- Sieger im Europapokal der Landesmeister: 1968/69
- Gewinner des Weltpokals: 1969
- 8 A-Länderspiele und 4 Tore für Frankreich; WM-Teilnehmer 1966
- 221 Spiele und 117 Treffer in der Division 1, 172 Spiele und 47 Tore in der Serie A[2]